# مراد اسماعیل
مراد اسماعیل (انگلیسی: Murad Ismail Said؛ زادهٔ ۱۵ دسامبر ۱۹۸۲) یک بازیکن فوتبال اهل فلسطین است.
وی همچنین در تیم ملی فوتبال فلسطین بازی کرده است.